# Gundolsheim
Gundolsheim est une commune française située dans la circonscription administrative du Haut-Rhin et, depuis le 1er janvier 2021, dans le territoire de la Collectivité européenne d'Alsace, en région Grand Est.
Cette commune se trouve dans la région historique et culturelle d'Alsace.
Ses habitants sont appelés les Gundolsheimois et Gundolsheimoises.

## Géographie
Gundolsheim se situe dans le Haut-Rhin, plus précisément dans la plaine de l'Ill.
Il fait partie de l'arrondissement de Thann-Guebwiller et du canton de Wintzenheim.
Ce petit village se situe entre Colmar et Mulhouse, aux pieds des collines sous-vosgiennes et d'un vignoble, le Bollenberg.
|           | Rouffach    |           |
| Bergholtz | Gundolsheim | Munwiller |
| Issenheim | Merxheim    | Meyenheim |

### Hydrographie

#### Réseau hydrographique
La commune est dans le bassin versant du Rhin au sein du bassin Rhin-Meuse. Elle est drainée par la Lauch, le Lohbach, le Holtzcanal, le Wohlbach, le ruisseau l'Ohmbach, le Brunngraben et le Rinnengraben,,.
La Lauch, d'une longueur de 47 km, prend sa source dans la commune de Linthal et se jette  dans l'Ill à Horbourg-Wihr, après avoir traversé 18 communes. Les caractéristiques hydrologiques de la Lauch sont données par la station hydrologique située sur la commune de Rouffach. Le débit moyen mensuel est de 2,03 m3/s. Le débit moyen journalier maximum est de 29,6 m3/s, atteint lors de la crue du 5 janvier 2018. Le débit instantané maximal est quant à lui de 30,5 m3/s, atteint le même jour.

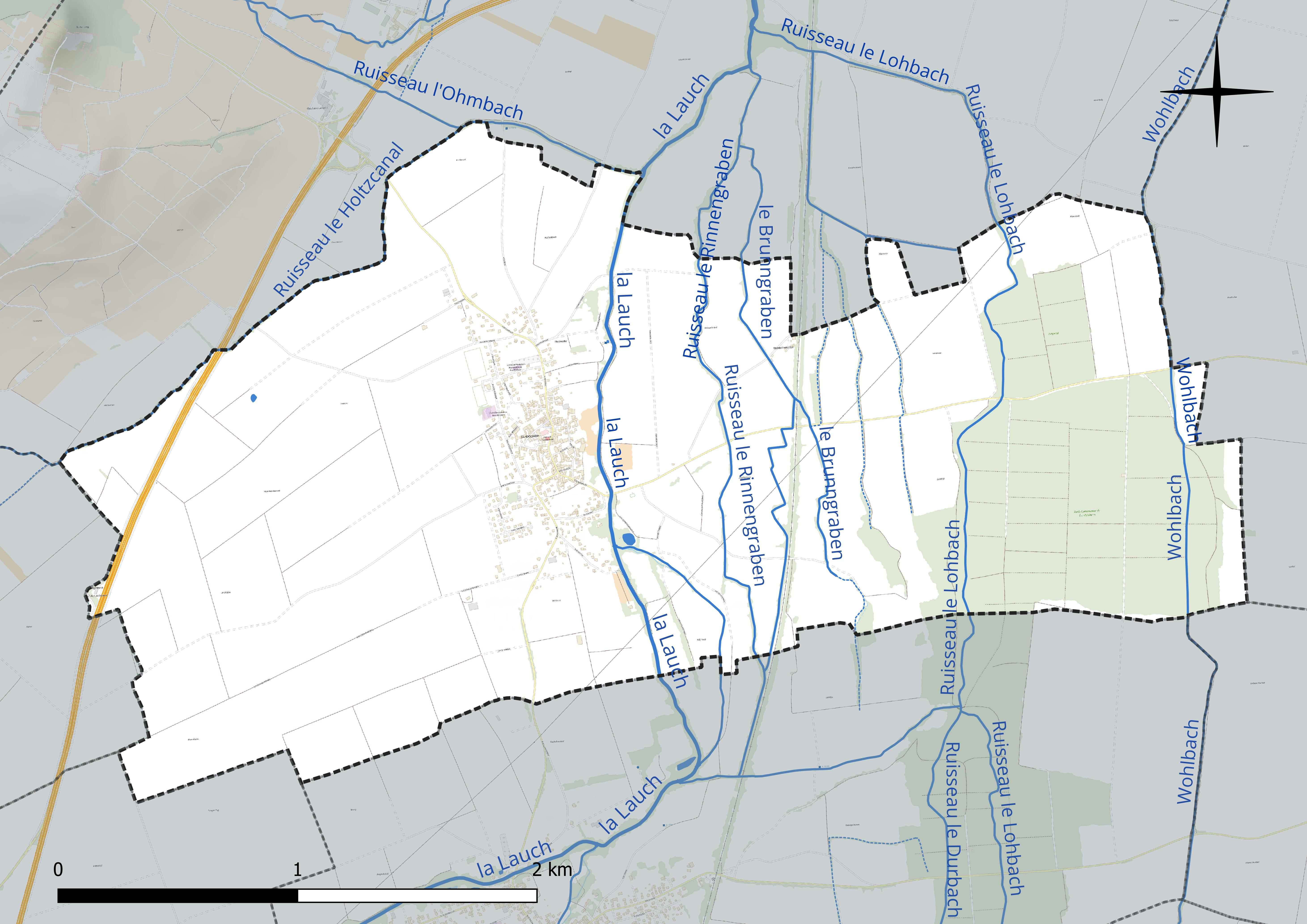
Réseau hydrographique de Gundolsheim.

Le Lohbach, d'une longueur de 19 km, prend sa source dans la commune de Uffholtz et se jette  dans la Lauch à Rouffach, après avoir traversé onze communes. 

#### Gestion et qualité des eaux
Le territoire communal est couvert par le schéma d'aménagement et de gestion des eaux (SAGE) « Ill Nappe Rhin ». Ce document de planification concerne la nappe phréatique rhénane, les cours d'eau de la plaine d'Alsace et du piémont oriental du Sundgau, les canaux situés entre l'Ill et le Rhin et les zones humides de la plaine d'Alsace. Le périmètre s’étend sur 3 596 km2. Il a été approuvé le 17 janvier 2005. La structure porteuse de l'élaboration et de la mise en œuvre est la région Grand Est. 
La qualité des cours d’eau peut être consultée sur un site dédié géré par les agences de l’eau et l’Agence française pour la biodiversité. 

### Climat
Pour des articles plus généraux, voir Climat du Grand Est et Climat du Haut-Rhin.
En 2010, le climat de la commune est de type climat des marges montargnardes, selon une étude du Centre national de la recherche scientifique s'appuyant sur une série de données couvrant la période 1971-2000. En 2020, Météo-France publie une typologie des climats de la France métropolitaine dans laquelle la commune est exposée à un climat semi-continental et est dans la région climatique  Vosges, caractérisée par une pluviométrie très élevée (1 500 à 2 000 mm/an) en toutes saisons et un hiver rude (moins de 1 °C). 
Pour la période 1971-2000, la température annuelle moyenne est de 10,4 °C, avec une amplitude thermique annuelle de 17,7 °C. Le cumul annuel moyen de précipitations est de 618 mm, avec 8,7 jours de précipitations en janvier et 8,8 jours en juillet. Pour la période 1991-2020, la température moyenne annuelle observée sur la station météorologique de Météo-France la plus proche, « Rouffach - Sa », sur la commune de Rouffach à 3 km à vol d'oiseau, est de 11,5 °C et le cumul annuel moyen de précipitations est de 621,8 mm. 
La température maximale relevée sur cette station est de 39,3 °C, atteinte le 13 août 2003 ; la température minimale est de −17,5 °C, atteinte le 13 janvier 1987,,. 
Les paramètres climatiques de la commune ont été estimés pour le milieu du siècle (2041-2070) selon différents scénarios d'émission de gaz à effet de serre à partir des nouvelles projections climatiques de référence DRIAS-2020. Ils sont consultables sur un site dédié publié par Météo-France en novembre 2022.

## Urbanisme

### Typologie
Au 1er janvier 2024, Gundolsheim est catégorisée bourg rural, selon la nouvelle grille communale de densité à sept niveaux définie par l'Insee en 2022.
Elle est située hors unité urbaine et hors attraction des villes,.

### Occupation des sols
L'occupation des sols de la commune, telle qu'elle ressort de la base de données européenne d’occupation biophysique des sols Corine Land Cover (CLC), est marquée par l'importance des territoires agricoles (78,3 % en 2018), en diminution par rapport à 1990 (79,5 %). La répartition détaillée en 2018 est la suivante : 
terres arables (78,3 %), forêts (15,4 %), zones urbanisées (6,4 %). L'évolution de l’occupation des sols de la commune et de ses infrastructures peut être observée sur les différentes représentations cartographiques du territoire : la carte de Cassini (XVIIIe siècle), la carte d'état-major (1820-1866) et les cartes ou photos aériennes de l'IGN pour la période actuelle (1950 à aujourd'hui).

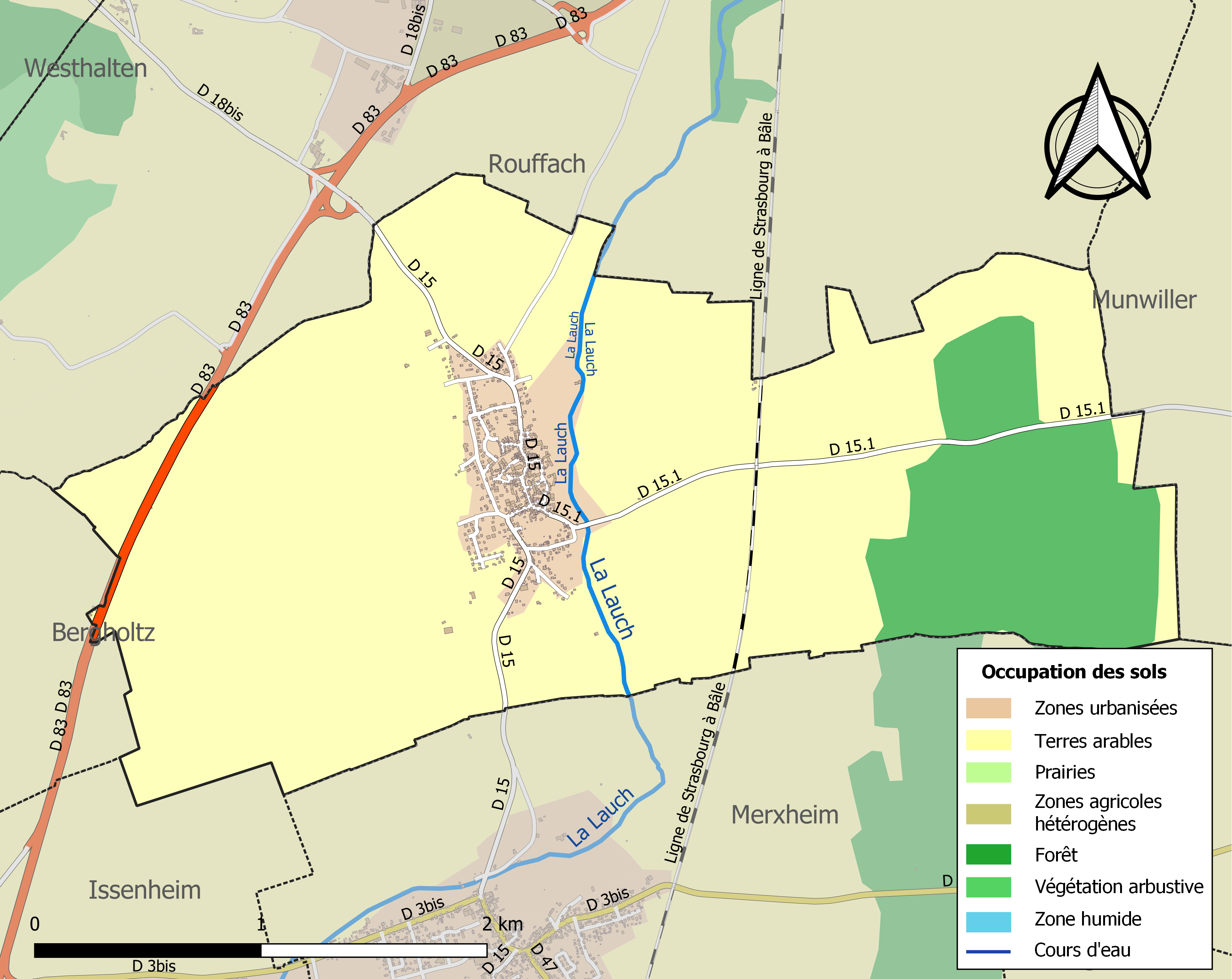
Carte des infrastructures et de l'occupation des sols de la commune en 2018 (CLC).

## Toponymie
Gundolsheim est mentionné en 728, sous les formes Cundolteshaim et
Gundolversheim en 817[réf. nécessaire].
Le village dont le nom finit par l'appellatif suffixé -heim a donc été colonisé ou fondé par les Germains. Gundolsheim pourrait être la demeure de Gundolf[réf. nécessaire]

## Histoire

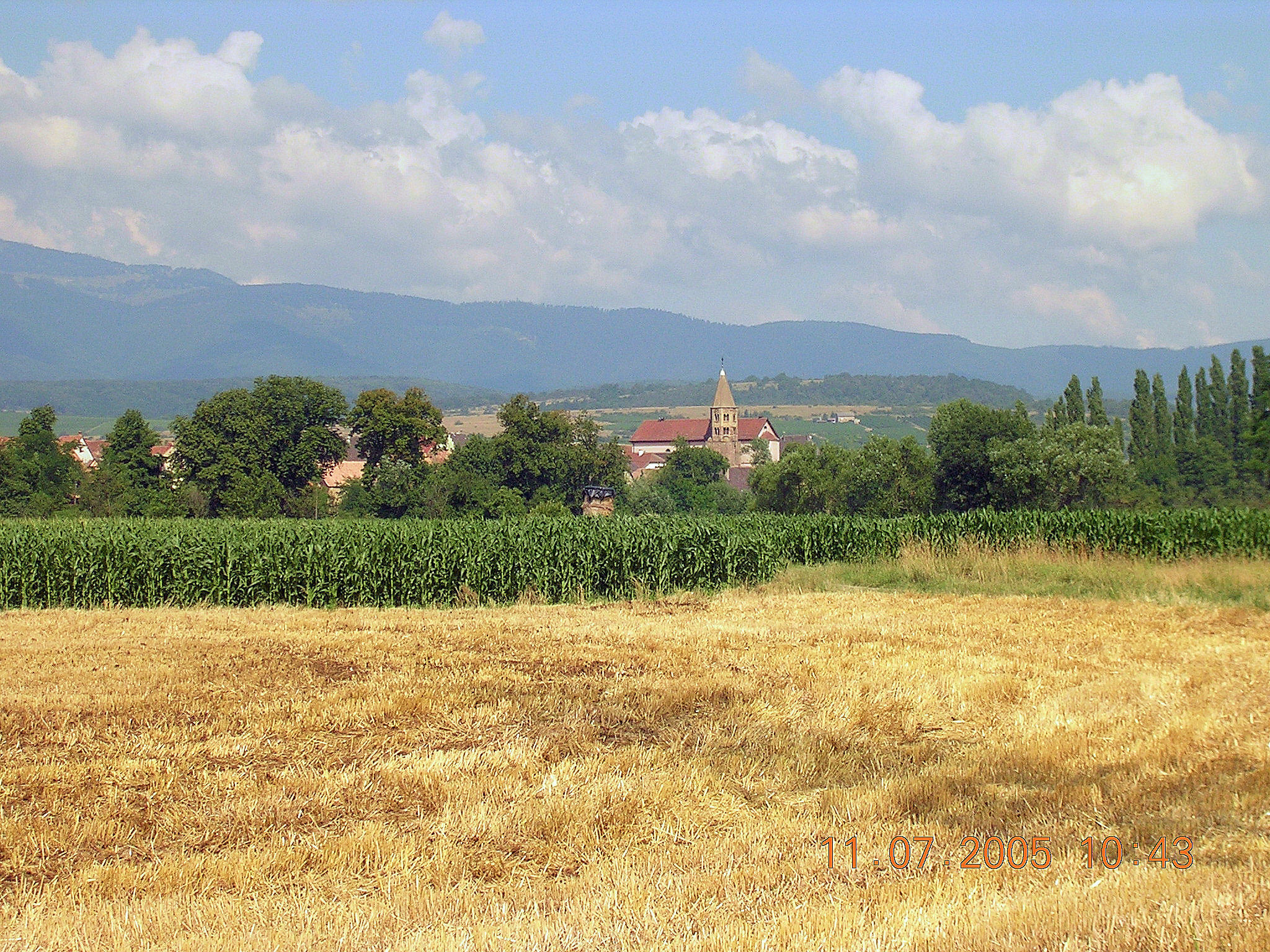
Gundolsheim avec, en arrière-plan, le Bollenberg et les Vosges.

Le site, fertile et bordé par la Lauch, est occupé depuis la préhistoire. De nombreux établissements religieux y possèdent des biens. Le village relève du Haut-Mundat des princes-évêques de Strasbourg, et la collégiale de Lautenbach y détient une cour colongère depuis le XIIe siècle. Les nobles de Gundolsheim construisent leur château à proximité de l'église tandis que les seigneurs de Heidwiller établissent leur manoir sur les bords de la rivière. Les deux châteaux, ainsi que les remparts du village, ont disparu. En 1465, Gundolsheim devient le point de ralliement des troupes levées en Alsace pour combattre l'armée de Charles le Téméraire. Pendant la guerre de Trente Ans, la population abandonne le village et se réfugie à Rouffach.
Entre Merxheim et Gundolsheim s'élevait le village disparu de Bleienheim.
En 1791, les habitants s'opposent au prêtre constitutionnel installé avec l'intervention de l'armée. Deux ans plus tard, le village subit les assauts des habitants du Florival en raison du refus des paysans de Gundolsheim de livrer leurs céréales au marché de Guebwiller, de peur d'être payés en assignats. L'armée appelée en renfort empêche de justesse le massacre des villageois. La guerre de 1870 épargna le village, de même que le premier conflit mondial de 1914-1918. Gundolsheim fut occupé par les Allemands à partir de 1940 et libéré le 5 février 1945, le jour de la Sainte-Agathe, patronne du village.

### Héraldique
| Blason de Gundolsheim | Les armes de Gundolsheim se blasonnent ainsi : « De gueules à un croissant renversé d'or, sommé d'une tête de coq de même. » |

La tête de coq provient des armoiries des seigneurs de Gundolsheim.

## Politique et administration
| Période                                  | Période  | Identité                                     | Étiquette | Qualité   |
| ---------------------------------------- | -------- | -------------------------------------------- | --------- | --------- |
| mars 2001                                | mai 2020 | Didier Violette (réélu en mars 2008 et 2014) |           | ingénieur |
| mai 2020                                 | En cours | Annabelle Pagnacco                           |           | Cadre     |
| Les données manquantes sont à compléter. |          |                                              |           |           |

## Population et société

### Démographie

Évolution de la population. Chiffre provisoire pour 2005 : 708.

L'évolution du nombre d'habitants est connue à travers les recensements de la population effectués dans la commune depuis 1793. Pour les communes de moins de 10 000 habitants, une enquête de recensement portant sur toute la population est réalisée tous les cinq ans, les populations de référence des années intermédiaires étant quant à elles estimées par interpolation ou extrapolation. Pour la commune, le premier recensement exhaustif entrant dans le cadre du nouveau dispositif a été réalisé en 2005.

En 2022, la commune comptait 728 habitants, en évolution de +2,97 % par rapport à 2016 (Haut-Rhin : +0,66 %, France hors Mayotte : +2,11 %).
| 1793  | 1800 | 1806 | 1821 | 1831 | 1836 | 1841 | 1846 | 1851 |
| ----- | ---- | ---- | ---- | ---- | ---- | ---- | ---- | ---- |
| 1 006 | 675  | 680  | 756  | 836  | 897  | 873  | 853  | 785  |

| 1856 | 1861 | 1866 | 1871 | 1875 | 1880 | 1885 | 1890 | 1895 |
| ---- | ---- | ---- | ---- | ---- | ---- | ---- | ---- | ---- |
| 784  | 762  | 767  | 732  | 669  | 658  | 656  | 647  | 614  |

| 1900 | 1905 | 1910 | 1921 | 1926 | 1931 | 1936 | 1946 | 1954 |
| ---- | ---- | ---- | ---- | ---- | ---- | ---- | ---- | ---- |
| 598  | 617  | 606  | 575  | 571  | 573  | 536  | 528  | 490  |

| 1962 | 1968 | 1975 | 1982 | 1990 | 1999 | 2005 | 2006 | 2010 |
| ---- | ---- | ---- | ---- | ---- | ---- | ---- | ---- | ---- |
| 516  | 461  | 473  | 523  | 563  | 605  | 708  | 711  | 737  |

| 2015 | 2020 | 2022 | - | - | - | - | - | - |
| ---- | ---- | ---- | - | - | - | - | - | - |
| 708  | 725  | 728  | - | - | - | - | - | - |

### Événements
Le 14 juillet 2014, Le village se situe sur le parcours de la 10e étape du Tour de France. La dernière fois que Gundolsheim avait figuré au parcours de la Grande Boucle était l'année 1983.

### Associations
- Amicale Villageoise qui regroupe un club informatique, les brodeuses, le théâtre alsacien, le tennis de table.
- Le club de football du F.C. Gundolsheim.

### Festivités
- Marché aux Puces : deuxième dimanche du mois de juillet (organisé par le football-club).
- Repas Asperges : en mai (organisé par le conseil de fabrique).
- Soirée Tartes Flambées : en juin (organisée par le FC Gundolsheim).
- Soirée tricolore et grand marché aux puces : aux alentours du 14 juillet (organisé par le FC Gundolsheim).
- Festival Vintage "Gundo'bylette" avec nombreuses animations et soirée Pizza : en août (organisé par l'amicale des sapeurs-pompiers).
- Repas Choucroute : début novembre (organisé par le conseil de fabrique).
- Théâtre Alsacien : 6 représentations de fin janvier à début février.

## Économie

### Liste des activités économiques
- Viticulteurs : quelques habitants du village possèdent des vignes aux environs du village.
- Agriculteurs : une dizaine d'agriculteurs sont présents à Gundolsheim.
- Un garage multi marques : GUS
- Un restaurant : La Clef des champs
- Une boulangerie
- plusieurs gîtes
- salle de jeux

## Culture locale et patrimoine

### Lieux et monuments

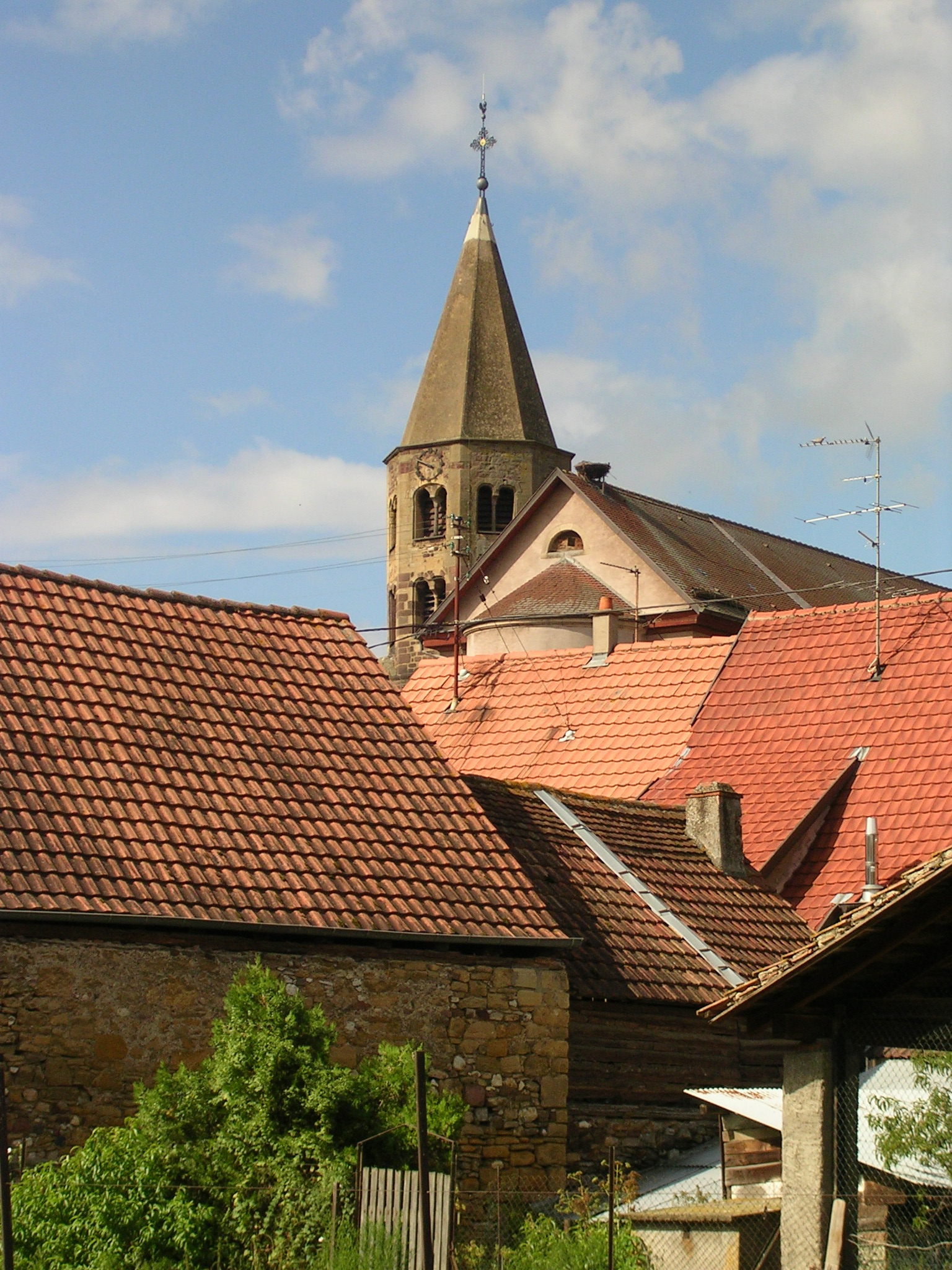
L'église Sainte-Agathe de Gundolsheim.
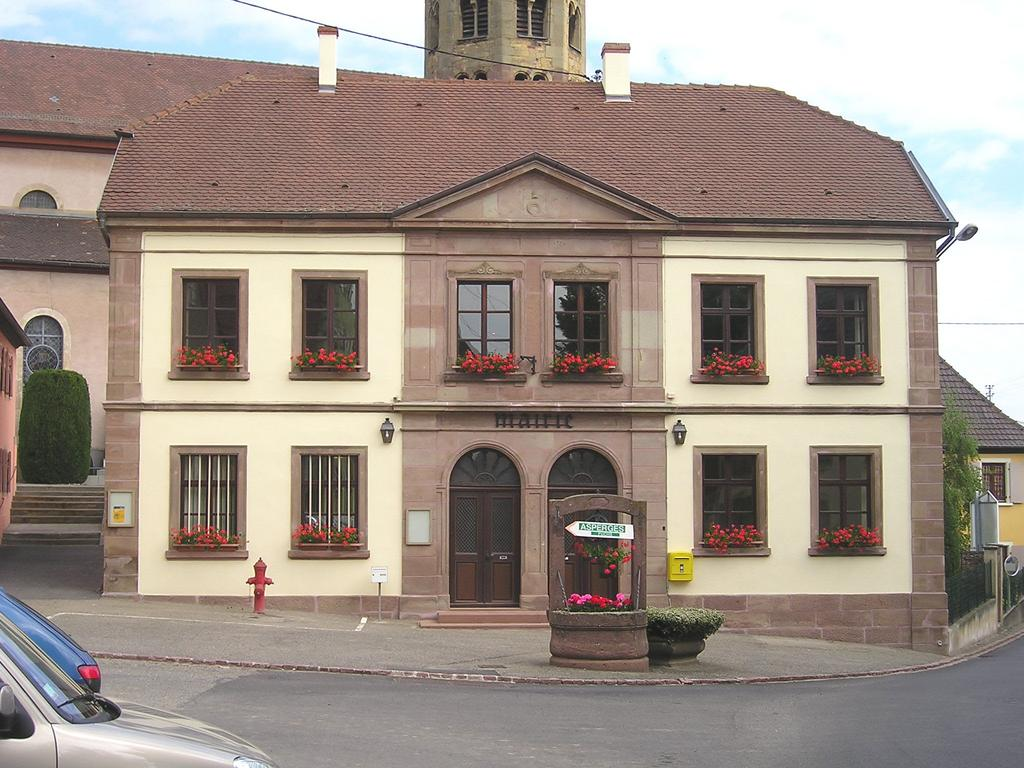
La mairie de Gundolsheim.
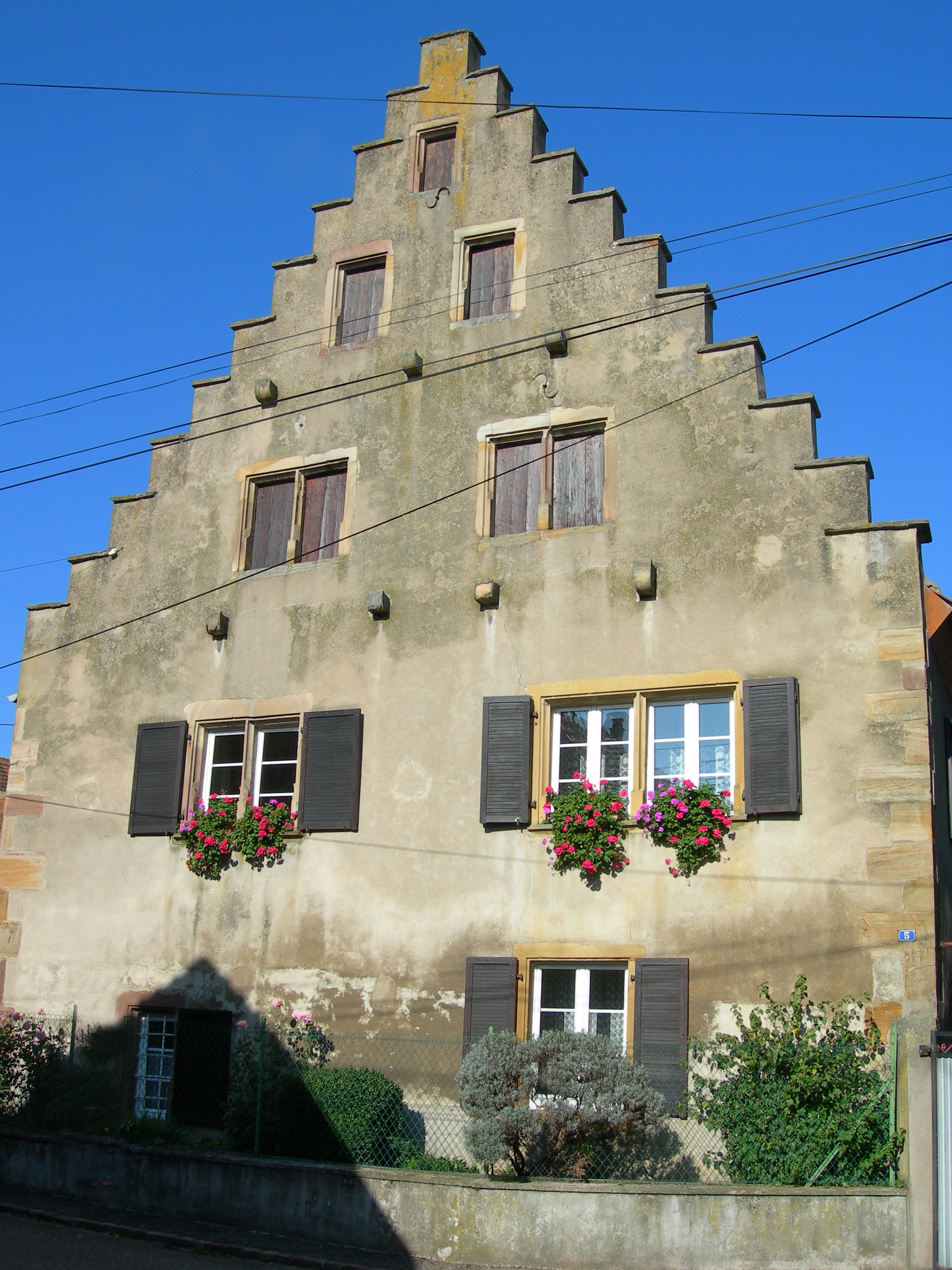
Maison à redents se situant en contrebas de l'église.

Le profil du village, ainsi que son clocher roman, témoignent des origines médiévales de Gundolsheim.

#### L'église Sainte-Agathe
La paroisse de Gundolsheim faisait partie de l'évêché de Bâle ; l'église dédiée à sainte Agathe était alors incorporée à la collégiale de Lautenbach.
De nos jours, seul le clocher, daté du XIe siècle, subsiste. Construit en grès rose, il est carré et massif dans sa partie inférieure. Ses meurtrières rappellent que l'ancienne église romane et le cimetière étaient fortifiés. La partie supérieure est octogonale, à deux étages ajourés de fenêtres géminées avec colonnettes à chapiteaux cubiques. La couverture est constituée par une flèche maçonnée d'époque plus récente.
L'église primitive a été détruite vers 1830, afin de permettre la construction d'un nouvel édifice. Seule la tour accolée au mur sud du chœur a été conservée et une nouvelle église, s'inspirant du style néoclassique, a été reconstruite en 1834, sur l'emplacement de la précédente.

#### Les calvaires et autres monuments de croyances
Gundolsheim est aussi caractérisé par sa croyance en Dieu. En effet, le village est parsemé de plusieurs calvaires et pietà.

#### La mairie
À partir de la Révolution, la mairie a été installée dans un petit local, par manque de moyens financiers. Le conseil municipal s'y retrouvait à l'étroit et désire avoir de plus grands locaux. Après de long conflits, la construction d'une mairie-école a été entreprise en 1861. L'architecte a été M. Heilmann.

#### Les maisons à redents
Le village compte aussi deux maisons à redents.
Ces deux maisons sont situées dans les environs de l'église.
Elles datent du XVIe siècle et certaines rumeurs disent qu'elles ont été faites avec les pierres d'un ancien château qui se situait le long de la Lauch, le Heidwiller.

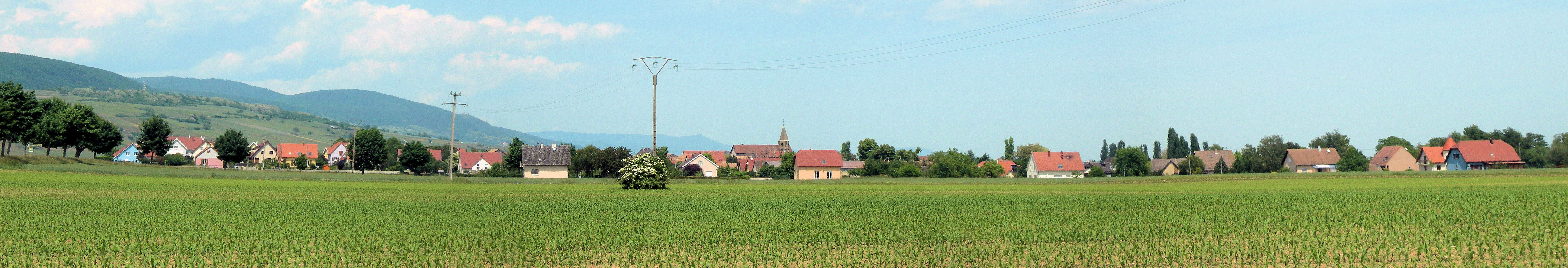
Panorama de Gundolsheim.